# 667
Évszázadok: 6. század – 7. század – 8. század
Évtizedek: 610-es évek – 620-as évek – 630-as évek – 640-es évek – 650-es évek – 660-as évek – 670-es évek – 680-as évek – 690-es évek – 700-as évek – 720-as évek
Évek: 662 – 663 – 664 – 665 –  666 – 667 – 668 – 669 – 670 – 671 – 672

## Események

### Bizánci Birodalom
- Szabóriosz, a keleti Armeniakón thema parancsnoka fellázad II. Kónsztasz császár ellen és Muávija arab kalifától kér segítséget. A kalifa sereget küld neki, de mire odaérnek, Szabóriosz egy lovasbalesetben életét veszti, katonái pedig szétszélednek. Az arabok végigfosztogatják Kis-Ázsiát, eljutnak egészen a Boszporuszig.
- Az előző évben meghalt Petrosz konstantinápolyi pátriárka székét II. Thómasz örökli.

### Európa
- Észak-Itáliában Grimoald longobárd király elfoglalja és lerombolja Oderzo városát, ahol évekkel korábban két bátyját, Tasso és Kakko friuli hercegeket meggyilkolták. A lakosok a közeli Eracleába menekülnek.
- Arrasban Aubert püspök megalapítja a Szt. Vedast-apátságot.

### Omajjád Kalifátus
- Ukba ibn Náfi hadvezér Egyiptomból indulva elfoglalja a Szaharában a Fezzan régiót és a garamantok fővárosát, Germát.

## Halálozások
- Ildefonsus, toledói érsek
- Szu Ting-fang, kínai hadvezér
- Wighard, canterburyi érsek

## Fordítás
- Ez a szócikk részben vagy egészben  a(z)   667 című angol Wikipédia-szócikk ezen változatának fordításán alapul.  Az eredeti cikk szerkesztőit annak laptörténete sorolja fel. Ez a jelzés csupán a megfogalmazás eredetét és a szerzői jogokat jelzi, nem szolgál a cikkben szereplő információk forrásmegjelöléseként.